# Carlos Calero
Carlos Alberto Calero Salcedo (Barranquilla, 29 de junio de 1969) es un periodista y presentador colombiano. Fue cónsul de Colombia en San Francisco (Estados Unidos), aunque a finales de 2017 El Tribunal Administrativo de Cundinamarca anuló el decreto 1617 de octubre de 2016, por medio del cual el reconocido presentador había sido designado como cónsul de Colombia en Estados Unidos. 
En 2022 fue condecorado por el Congreso de la República de Colombia con la Orden en grado de Caballero por su «carrera en Noticias Caracol y programas como Día a día, Sábados felices y más, además de su trabajo como cónsul».

## Biografía
Egresó de comunicación social en la Universidad Jorge Tadeo Lozano en 1995, de allí ingresó a la televisión como presentador y figura estelar de Ricostilla. En 1998 ingresa a Caracol Televisión como reportero de Noticias Caracol (1998 - 2001), y como presentador en múltiples concursos transmitidos por el canal y en prografmas como Día a día, Sábados felices, y Cien colombianos dicen.
En 2006 ingresa a Canal RCN a presentar programas como El Lavadero, Duro contra el mundo, Concurso Nacional de Belleza de Colombia y La rueda de la fortuna hasta 2016. También hace programas de reportajes y variedades en la señal internacional de RCN, En 2014 fue conductor de Profesión hogar el programa de la cocina y hogar con Yaneth Waldman y Paola Calle.
En 2016 es nombrado cónsul en San Francisco, Estados Unidos, pero finalmente, a finales de 2017 El Tribunal Administrativo de Cundinamarca anuló el decreto 1617 de octubre de 2016, por medio del cual el reconocido presentador había sido designado como cónsul de Colombia en San Francisco. En 2020, regresó a Caracol Televisión para presentar Yo me llamo y regreso a las mañanas De Día a día.

## Filmografía

### Presentador
| Año                      | Título                                   | Rol         | Canal              |
| ------------------------ | ---------------------------------------- | ----------- | ------------------ |
| 2022-2025                | La descarga                              | Presentador | Caracol Televisión |
| 2020-2023                | Voy por ti, juega por mí                 | Presentador | Caracol Televisión |
| 2020-presente            | Día a Día                                | Presentador | Caracol Televisión |
| 2019-2023                | Yo me llamo                              | Presentador | Caracol Televisión |
| 2018                     | Lo Sé Todo (Colombia)                    | Presentador | Canal 1            |
| 2014-2016                | SENA Comunica                            | Presentador | Canal 1            |
| 2014-2016                | Profesión hogar                          | Presentador | Canal RCN          |
| 2014-2015                | Viva la tarde                            | Presentador | Canal RCN          |
| 2012                     | Aguinaldos en Televisión                 | Presentador | Canal RCN          |
| 2013                     | La rueda de la fortuna                   | Presentador | Canal RCN          |
| 2011                     | 1 vs. 100                                | Presentador | Canal RCN          |
| 2009-2013                | Duro contra el mundo                     | Presentador | Canal RCN          |
| 2006-2011-2013-2015-2018 | Concurso Nacional de Belleza de Colombia | Presentador | Canal RCN          |
| 2006-2007                | El Gran Chou                             | Presentador | Canal RCN          |
| 2005-2006                | Día a día                                | Presentador | Caracol Televisión |
| 2005                     | Hay trato                                | Presentador | Caracol Televisión |
| 2003-2004                | Gran hermano                             | Presentador | Caracol Televisión |
| 2002-2004                | 100 Colombianos Dicen                    | Presentador | Caracol Televisión |
| 2002-2003                | Sábados felices                          | Presentador | Caracol Televisión |
| 1998-2001                | Noticias Caracol                         | Presentador | Caracol Televisión |

## Televisión
| Año       | Título                 | Personaje                         | Canal     |
| --------- | ---------------------- | --------------------------------- | --------- |
| 2008      | Aquí no hay quién viva | Tony Romero (Ep: erase un famoso) | Canal RCN |
| 1988-1990 | Dejémonos de vainas    |                                   | Canal A   |